# شاهانا گوسوامی
شاهانا گوسوامی (انگلیسی: Shahana Goswami؛ زادهٔ ۶ مهٔ ۱۹۸۶) هنرپیشه اهل هند است.
از فیلم‌ها یا برنامه‌های تلویزیونی که وی در آن نقش داشته‌است می‌توان به بچه‌های نیمه‌شب اشاره کرد.
وی همچنین برندهٔ جوایزی همچون جایزه فیلم‌فیر شده‌است.

## فیلم‌شناسی
فهرست برخی از فیلم‌هایی که شاهانا گوسوامی در آنها به ایفای نقش پرداخته‌است:
- بچه‌های نیمه‌شب
- بازی
- هروئین
- را. یک
- بعد از تفریح
- چی می‌شد اگه
- فراق
- سفر ماه عسل با پی‌وی‌تی.ال‌تی‌دی
- راک آن!!
- راک آن ۲
- انگیزه
- زویگاتو